# Musée Emilio Greco (Orvieto)
Le musée Emilio Greco est un musée de la ville d'Orvieto, en Ombrie, situé au rez-de-chaussée du palazzo Soliano donnant sur le parvis du Duomo (qui accueille également le Museo dell'Opera del Duomo). Il est dédié aux œuvres léguées par le sculpteur sicilien Emilio Greco (1913–1995) à la ville au début des années 1990.

## Collections
- 32 sculptures en bronze,
- 60 œuvres graphiques, lithographies, eaux-fortes d'Emilio Greco, auteur des portes de bronze de la cathédrale d'Orvieto.
- Bas-relief original du monument du pape Jean XXIII à Saint-Pierre de Rome.

## Articles commexes
- Les autres musées Emilio Greco